# Здравко Печар
Здравко Печар (Чаковец, 2. фебруар 1922 — Ровињ, децембар 1994) је био југословенски  новинар и амбасадор СФРЈ у Малију.
За време Другог светског рата био је члан редакције листа „Напријед”, а после ослобођења био је уредник листова „Политика”, главни уредник „Међународне политике” и дописник „Борбе” из Египта и неких других афричких земаља. У Институту за изучавање радничког покрета био је самостални истраживач (1963—1967). Као новинар и публициста објавио је низ чланака и расправа из области међународних односа и међународне политике. Од 1967. године је у дипломатској служби.
Носилац је већег броја одликовања, како југословенских, тако и страних.
Његова жена била је Веда Загорац. Захваљујући њиховој колекцији уметничких предмета основан је Музеј афричке уметности (Београд).

## Детињство и младост
Здравко Печар рођен је 2. фебруара 1922. године у Чаковцу, Краљевина Срба, Хрвата и Словенаца. Његов отац Фрањо био је власник трговачке радње. Мајка му се звала Марија. На основу фотографија из његове заоставштине очито је да је имао безбрижне дечачке и младићке дане, које је проводио на излетима, у позоришној трупи и на мору.
У Загребу је 1940. године завршио „Прву класичну гимназију витешког краља Александра I Ујединитеља”, у коју је дошао из Вараждинске гимназије, где му није пријала „строгост фрањеваца.” Запослио се као „умни надничар” код Рударског главарства у Загребу пред крај 1940. године, одакле су га већ 22. априла 1941, одмах по преузимању власти, усташе отпустиле. Вероватно као „сумњиви елемент” (Печар је приступио СКОЈ-у током школовања), одведен је у логор НДХ где је био заточен од августа до септембра 1941. године.

## Други светски рат
Здравко Печар је тврдио да је у НОБ, и то у Прву загребачку ударну групу, ступио 15. новембра 1941. године. Исте године, 6. децембра, уписао је Правни факултет у Загребу. Крајем 1941. и почетком 1942. године Печар је био најпре у партизанским одредима, а затим на ослобођеној територији. О сличности идеја које је делио са својом супругом Ведом говори то да је у рат понео само „Баладе Петрице Керемпуха” Мирослава Крлеже. Од самог почетка НОБ-а Печар углавном ради у пропаганди и пише за партизанске листове, најпре за „Напријед”.
Рат проводи у извештавању са различитих крајева, нарочито из Славоније. Учествовао је у неким већим борбама, попут битке за Лудберг, коју су партизани изгубили, а Печар је био међу малобројним преживелима. Рањен је у нападу немачког авиона код Воћина у Славонији 1943. године. Рат завршава у чину капетана, те извештава са граница нове Југославије.

## Након Другог светског рата
После рата постаје уредник „Политике” (1945-1946). Уписао је историју као ванредни студент на Филозофском факултету у Београду (1946) где је и дипломирао 1951. године. Био је уредник листа „Рад” (1947-1950). Радио је и при уреду за информације хрватске владе у Загребу од 1950. до 1952. године. Основао је престижни лист „Међународна политика”. Од 1952. до 1962. године Печар је био дописник свих најутицајнијих листова и агенција Југославије („Борбе”, „Танјуга”, „Политике”) с Блиског истока и Африке.
Докторирао је историју 1964. године и радио у Институту за изучавање међународног радничког покрета. Прешао је у ССИП (Савезни секретаријат за иностране послове) 1967, након чега је био амбасадор у више афричких земаља у следећих десет година. Године 1967. Печар је постављен за амбасадора СФРЈ у Малију, са акредитацијама у Обали Слоноваче и Горњој Волти. Године 1973. постављен је за амбасадора СФРЈ у Гани, са акредитацијама у суседним земљама.
Био је први директор Радио Југославије, важне институције у југословенској несврстаној политици и пропаганди. На дужност је ступио 1. јануара 1978, да би с тог места отишао у пензију 31. децембра 1984. Био је и страствени ловац. Говорио је енглески и француски језик, такође је разумео италијански и руски језик. После развода од Веде Загорац поново се оженио и са супругом Јасмином Печар добио кћерку. Био је носилац више југословенских и афричких одликовања. Здравко Печар умро је у Ровињу 1994. године.

## Здравко Печар и Африка
Описујући у својој капиталној монографији „Африка” своје доживљаје са овог континента, Здравко Печар каже: „Бубњеви већ увелико зову на узбуну од Конакрија до Акре, све до југа Африке, а бели људи као да не желе да их чују.” Такав јак антиколонијални дискурс, прелажење зацртаних колонијалних граница, подршка ослободилачкој борби афричких народа и њено пропагирање, били су константан и истакнут део текстова, делања и мишљења Веде Загорац и Здравка Печара.
Африка је у време најинтензивнијег деловања брачног пара Загорац-Печар била веома узбудљиво место. Пролазила је кроз „запањујуће брзу деколонијализацију” и борба између два блока полако се премештала на тај континент. У Египту се Печар сместа истакао; био је први страни новинар који је интервјуисао генерала Нагиба, номиналног вођу државе, одмах после државног удара у Египту. Прати деловање нове револуционарне владе, интервјуише Насера, први је фото-репортер који на тлу Африке фотографише Тита приликом његове посете Египту 1955. године.
Производ заједничког рада Здравка Печара и Веде Загорац била је и прва монографија која се бави Египтом у Југославији - „Републикански Египат” из 1955. године.Три године касније, проширењем овог текста настала је и капитална монографија „Египат. Земља - народ - револуција”. Претпоставља се да се Ведин писани допринос тицао економије, културе и друштва, а да је Здравко писао о политици, војсци и историји. Године 1957. Здравко Печар је објавио књигу „Шта се дешава на Средњем истоку”.
Пошто је француска војска од 1956/7. протерала већи део алжирских устаника у суседни Тунис, Печар је ускоро стигао тамо. Лета 1958. године он је са командантом једног батаљона Алжирске ослободилачке војске прешао француску утврду и провео два месеца у блиском праћењу алжирске борбе. Печар је у Алжиру био по партијском задатку и преносио је поруке директно југословенском државном врху.
У алжирски рат била је укључена и Веда Загорац, такође на пољу пропаганде. С позиције аташеа за културу у југословенској амбасади у Тунису, она је допринела организовању огромне помоћи за алжирски народ.
Своје највеће путовање по Африци Печар је започео 1959. године. Тада се сусрео са најзначајнијим вођама афричког ослобођења као што су: Патрис Лумумба, Кваме Нкрумах, Холден Роберто, Леополд Седар Сенгор, Џулијус Њерере, Хејстингс Камузу Банда и други.
Године 1964. Печар је на Филозофском факултету одбранио дисертацију „Историја ослободилачке борбе народа Алжира”, а ову је дисертацију касније претворио у монографију „Алжир до независности”. Књиге „Африка” из 1964. године и „Афричка кретања” из 1965. године представљале су дотад најкомлетнији увид у период афричке деколонизације, који су истраживачи заинтересовани за Африку у Југославији користили и деценијама касније.

## Здравко Печар и Музеј афричке уметности
После деценија проведених у Африци, 1977. године Здравко Печар и Веда Загорац приближили су се југословенском врху, који је подржао њихов нови пројекат - Музеј афричке уметности. Ипак, њих двоје нису присуствовали самом отварању Музеја, већ су за ту прилику послали из Гане писмо које је јавно и свечано прочитано присутнима.

Идеја о оснивању музеја, према казивању Здравка Печара, добила је прве обрисе у размишљањима Веде Загорац. „Она је тежила формирању репрезентативне збирке која би била груписана на једном месту и приказана у целини.” Сам Здравко Печар је о сакупљању предмета рекао:
Увек опредељен за отворен, јасан, помало бескомпромисан и без задњих мисли, разговор, са афричким пријатељима добро сам се разумевао. Сада да кажем нешто и о ширем пореклу стотина ових предмета које смо Веда и ја двадесет и више година тако стрпљиво и здушно прикупљали, било заједнички, било појединачно. Сваки од њих је прошао кроз наше руке и после великих дискусија са власником или малијским препродавцем - ђулом коначно доспео и до главног града Југославије - Београда. А Београд је за Титова живота нашао у Африци најпоузданије и најбројније пријатеље и партнере у покрету несврстаних и зато је са задовољством похранио ове лепе предмете, од којих би многи пропали да су остали на влажном тлу свог пшорекла. И још нешто желим да нагласим. Сви предмети наше збирке изишли су из Африке са дозволама и писменим одобрењима независних влада у независним државама. Вероватно зато наш музеј и има у Африци статус "најповлаштенијег пријатеља", са свим атрибутима привилегија које уз то иду.
Здравко Печар је 1988. године изабран за почасног члана Удружења југословенских африканиста, а Музеју афричке уметности је оставио и своју архиву.

## Галерија
- Здравко Печар у униформи током Алжирског рата за независност
- Печар са Хуаријем Бумедијеном у Алжиру
- На Акропољу
- Печар на Босфору
- На сафарију у Судану
- Здравко Печар у Ираку
- Печар са председником Гвинеје Ахмедом Секу Туреом
- У дипломатском возилу